# Алтай-кокс
ОАО «Алтай-кокс» — крупный производитель кокса и химической продукции. Расположен в городе Заринск Алтайского края. ОАО «Алтай-кокс» является градообразующим предприятием Заринска.
Предприятие вступило в строй 5 декабря 1981 года. Открытое акционерное общество «Алтай-кокс» было создано в 1992 году. В 2005 году 60 % продукции поставлялось на экспорт в 15 стран, среди которых: Индия, Германия, Казахстан, Венгрия, Словакия. В 2006 году предприятие вошло в состав «Новолипецкого металлургического комбината» (НЛМК) — одной из крупнейших сталелитейных компаний мира, в 2008 году «НЛМК» стал владельцем 100 % уставного капитала комбината.